# Herbert Adams (escultor)
Herbert Adams (West Concord, Vermont, 28 de enero de 1858-Nueva York, 21 de mayo de 1945), fue un escultor estadounidense.

## Biografía
Herbert Adams nació en  West Concord, Vermont.  Fue alumno del  Massachusetts Normal Art School desde 1877 a la edad de 18 años; entre 1885 y 1890 fue alumno de  Antonin Mercié en París. 
En el periodo de 1890-1898 fue profesor en la escuela de artes del  Instituto Pratt , Brooklyn, Nueva York. En 1898 fue nombrado miembro de la Academia Estadounidense de las Artes y las Letras. En 1906 fue elegido vicepresidente de la Academia Nacional de Diseño de Estados Unidos, en Nueva York. 
Entre sus alumnos se encuentra la escultora Malvina Hoffman.
Desarrolló con éxito técnicas experimentales con algunos bustos policromados y mármoles tintados, entre ellos destaca  La hija de Rabbi (en inglés: Rabbi's Daughter ) de 1894, y un retrato de la actriz Julia Marlowe de 1898. Alcanzó sus más altas cotas de perfección en los retratos de mujeres, siendo el mejor ejemplo, el estudio terminado en 1887, de Adeline Pond, con la que posteriormente contrajo matrimonio.
Adams falleció en Nueva York  en 1945. 
Los trabajos de Adams pueden ser vistos en numerosos museos de Estados Unidos, incluyendo la Galería Nacional de Arte en Washington, D. C.

## Obras

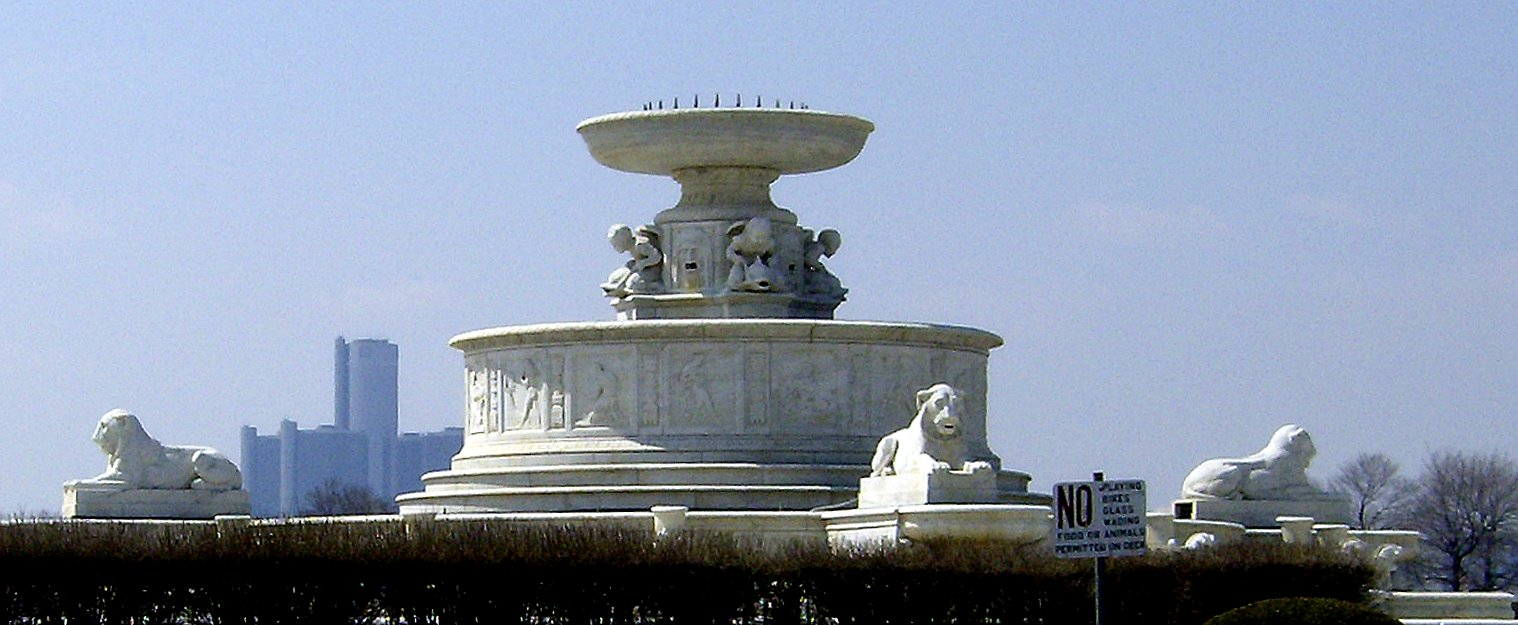
Fuente del Memeorial James Scott, en Detroit

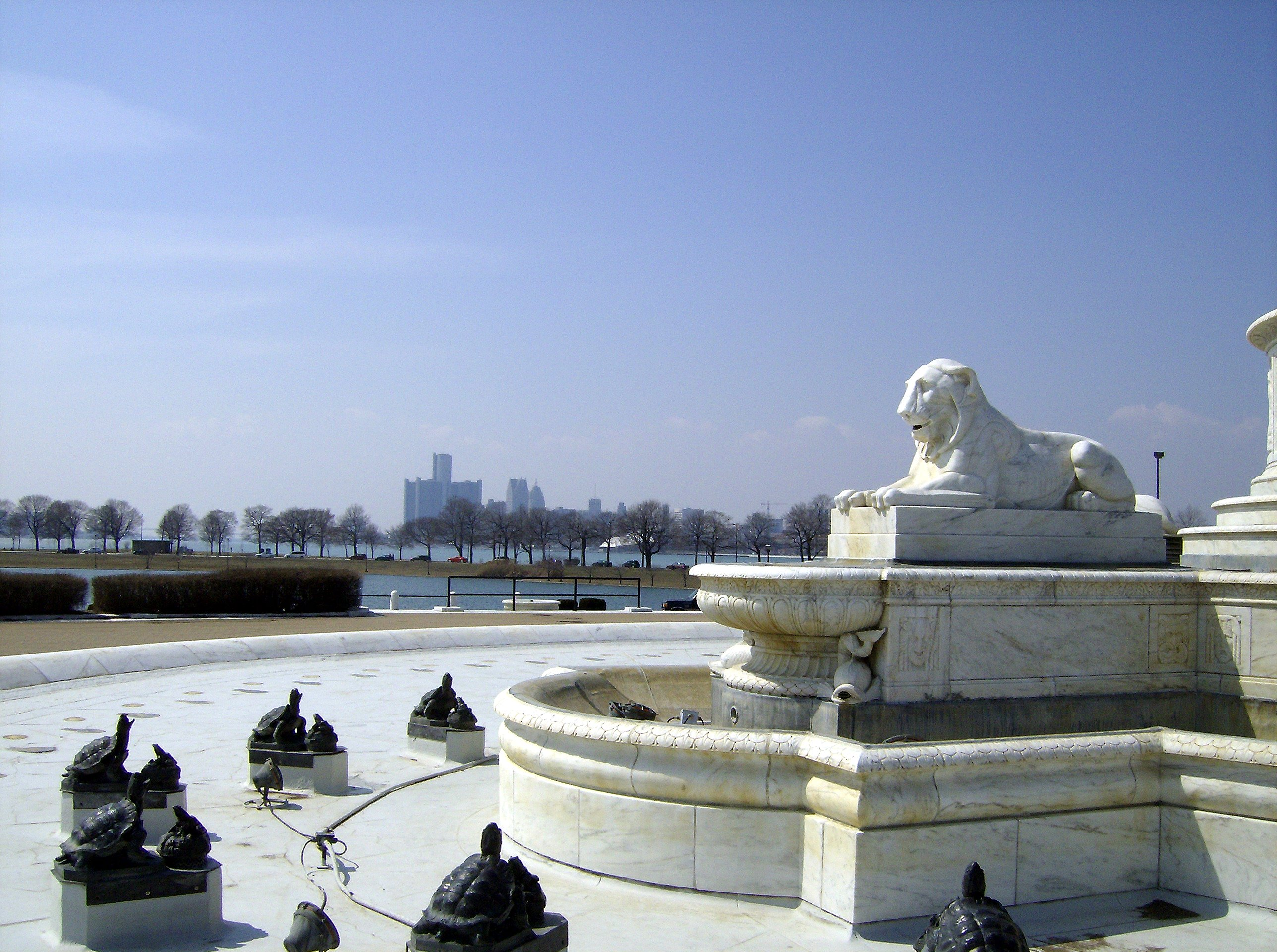
Detalle de la Fuente del Memeorial James Scott, tortugas de bronce y león de mármol

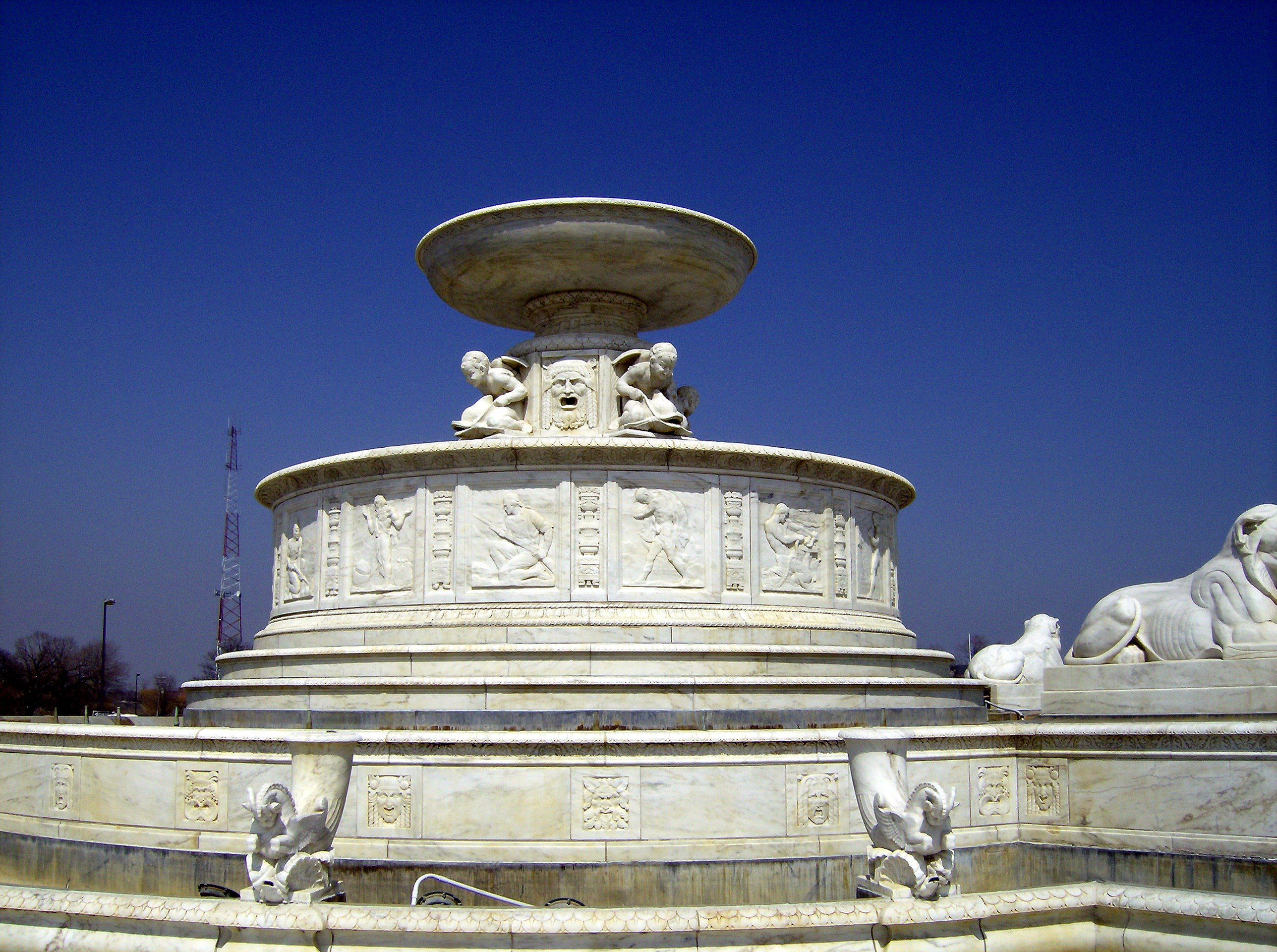
Copa central de la fuente del Memorial James Scott, con relieves tallados en mármol

Entre las mejores y más conocidas obras de Herbert Adams se incluyen las siguientes:
- 1888 - Fuente de los chicos y las tortugas - Boys and Turtles Fountain, Fitchburg.[1]
- 1894 - La hija de Rabbi-The Rabbi's Daughter, colección privada.[2]
- 1896-98 - Dos puertas de bronce : Verdad-Truth, Búsqueda-Research, Biblioteca del Congreso de Estados Unidos, Washington, DC. Comenzada por Olin Levi Warner en 1895.
- 1897 - Busto del  Profesor Joseph Henry, Biblioteca del Congreso de Estados Unidos, Washington D. C.[3]
- 1898 - Busto de Julia Marlowe como Juliet, Museo de la Ciudad de Nueva York, Nueva York.[4]
- 1898 - Lápidas - Memorial Tablets, Casa del Estado de Massachusetts, Boston.
- 1898-1905 - Puertas de bronce del Memorial Vanderbilt , iglesia de San Bartolomé, Nueva York.[5]
- 1899-1901 - Richard Smith (tipógrafo), Arco Memorial Smith, Filadelfia.[6]
- 1900 - Memorial Jonathan Edwards , Primera Iglesia Congregacional , Northampton.
- 1902 - William Ellery Channing, Jardín Público de Boston, Boston.
- 1902-05 - Matthias William Baldwin, Ayuntamiento de Filadelfia, Filadelfia.
- 1919-23 - James Scott, Belle Isle Park, Detroit, MI, Cass Gilbert, architect.
- 1926-28 - Memorial de la Guerra Mundial, Fitchburg.[7]
- 1928 - Niña con lirios-Girl with Water Lilies, National Gallery of Art, Washington D. C.

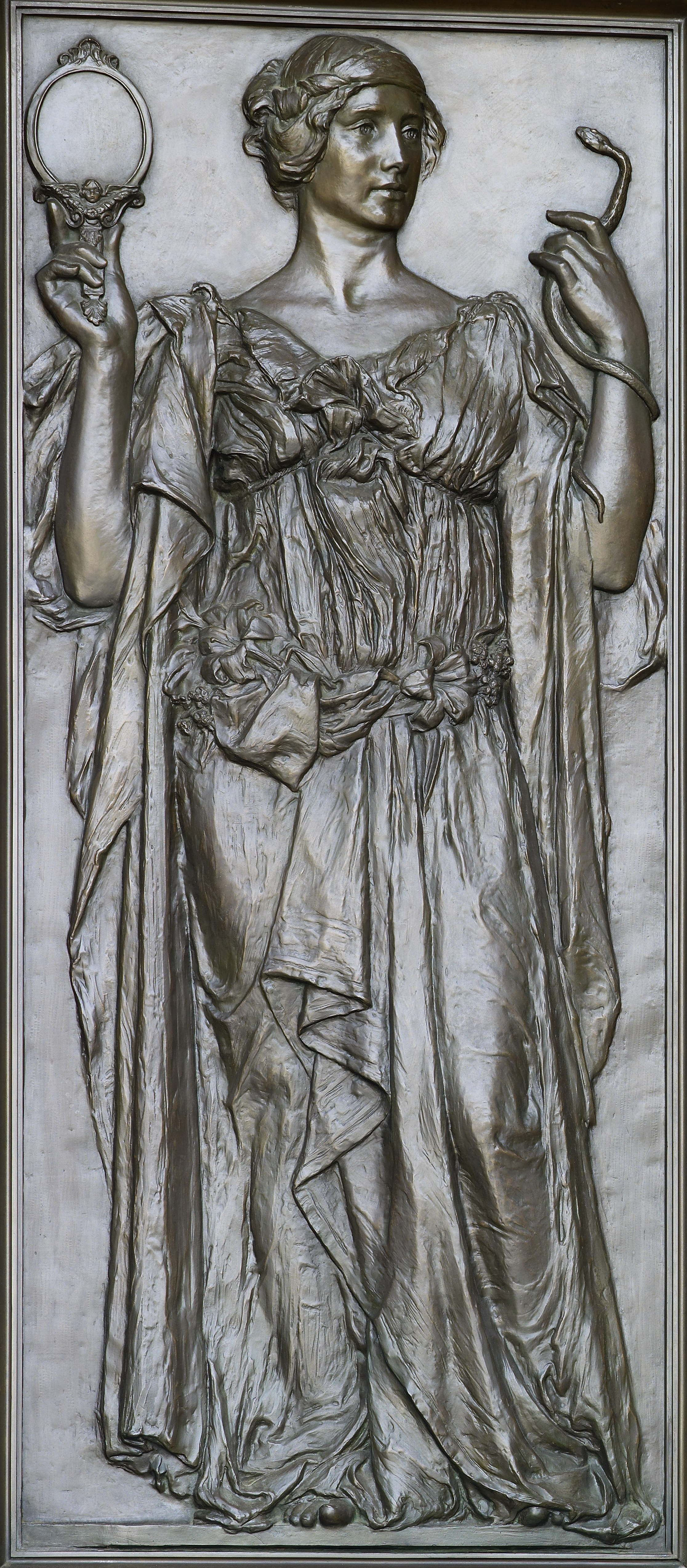
Puerta de bronce, Verdad-Truth (1896-98), Biblioteca del Congreso, Washington, D. C.
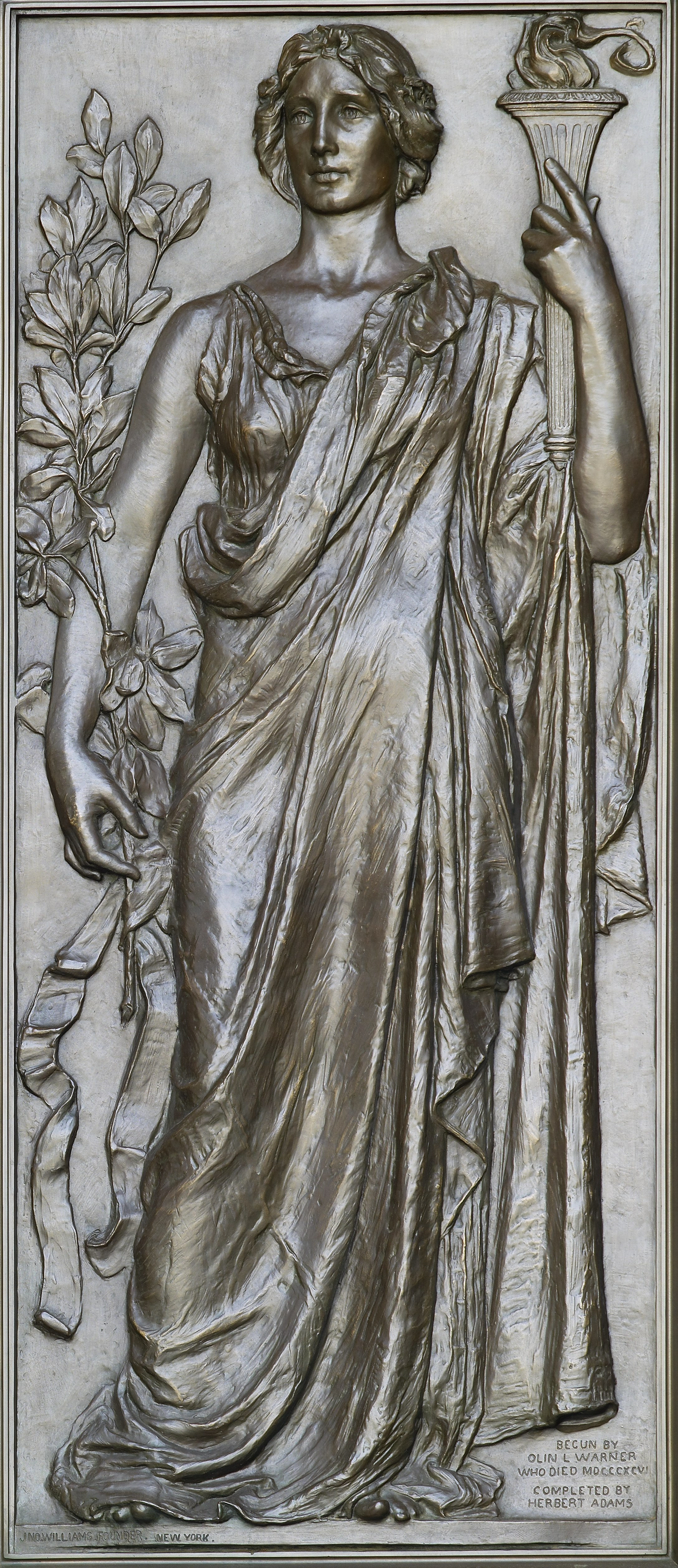
Puerta de bronce, Búsqueda-Research (1896-98), Biblioteca del Congreso, Washington, D. C.
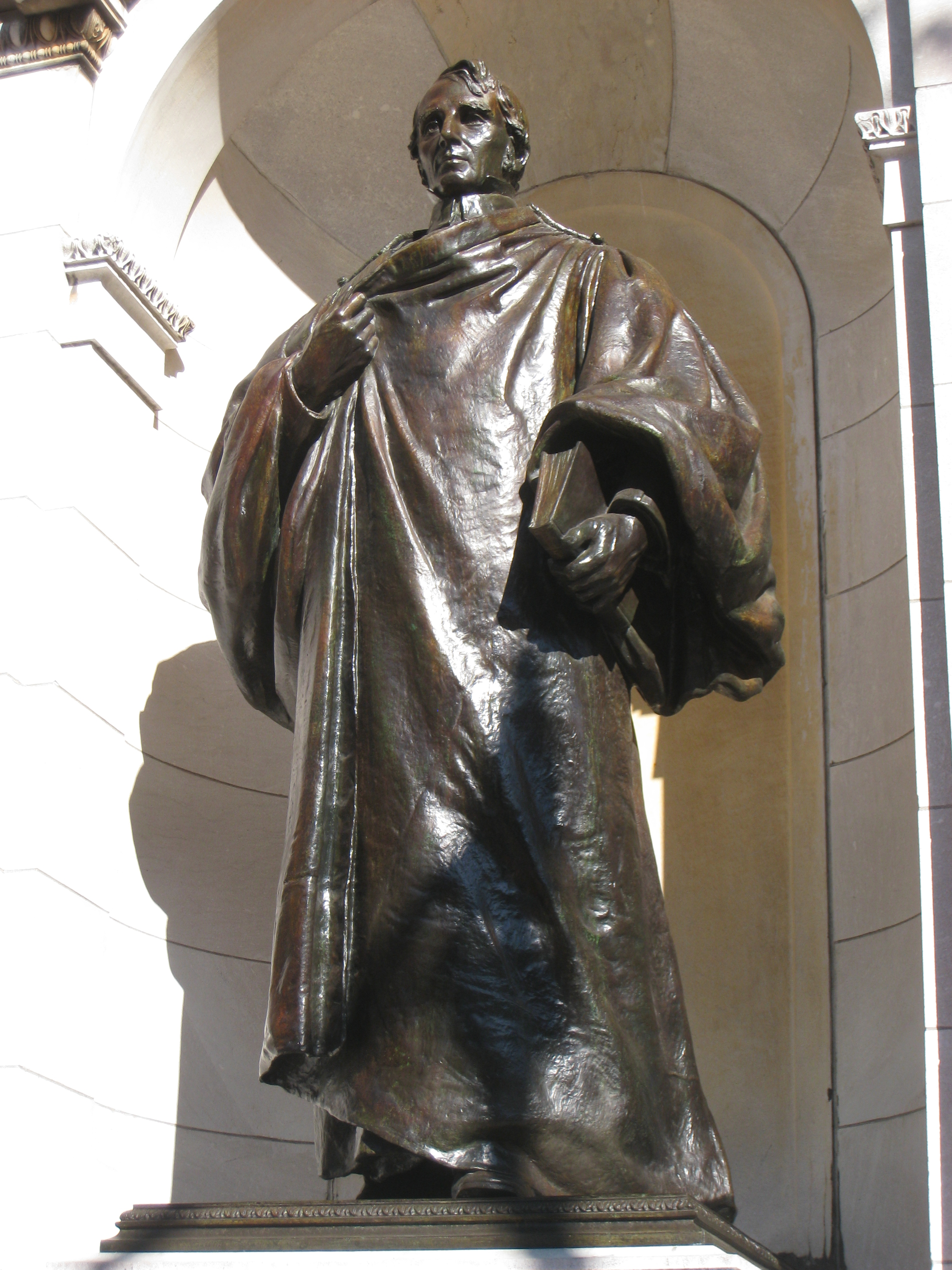
William Ellery Channing (1902), Boston Public Garden.
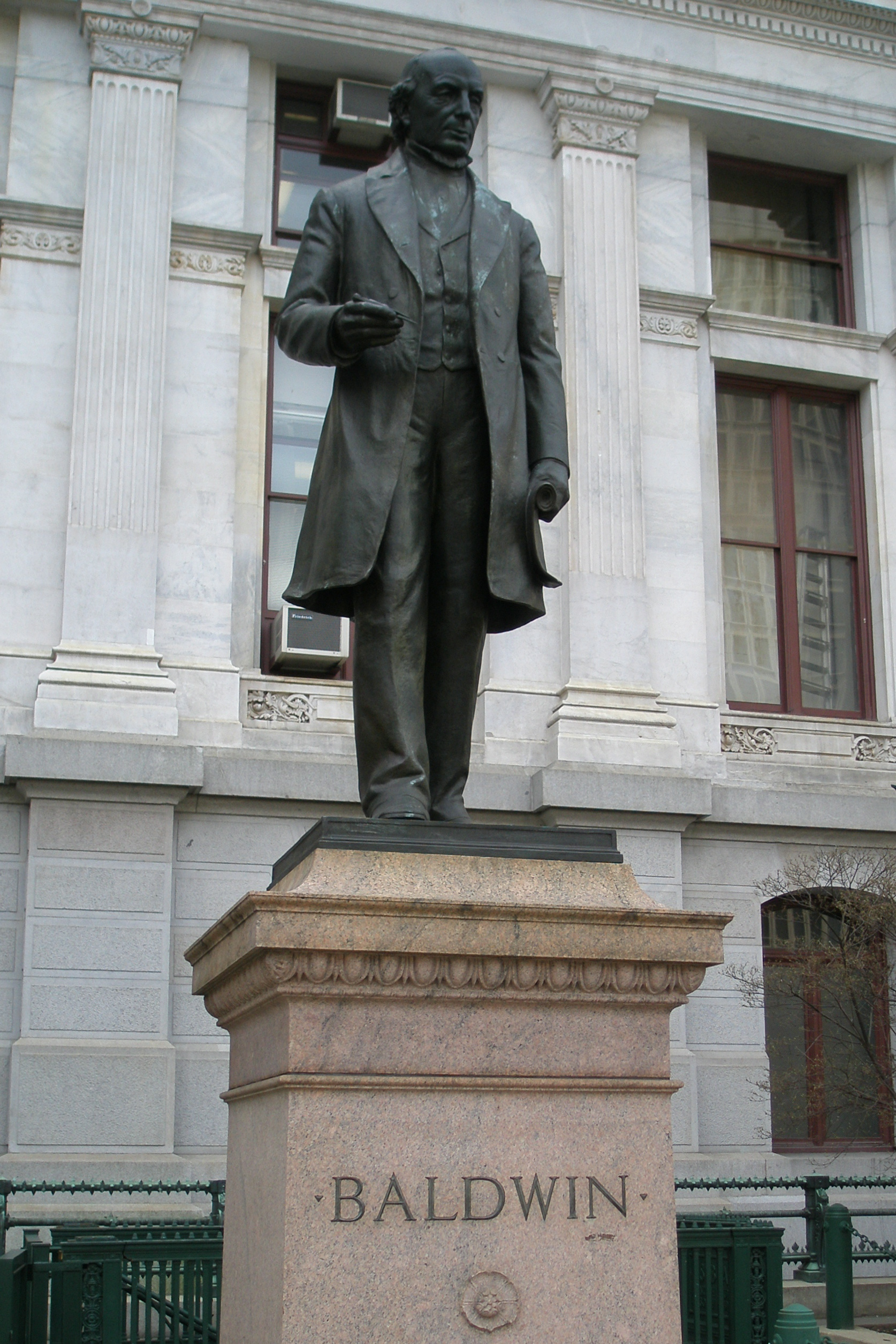
Matthias William Baldwin (1902-05), Ayuntamiento de Filadelfia, Filadelfia, PA.
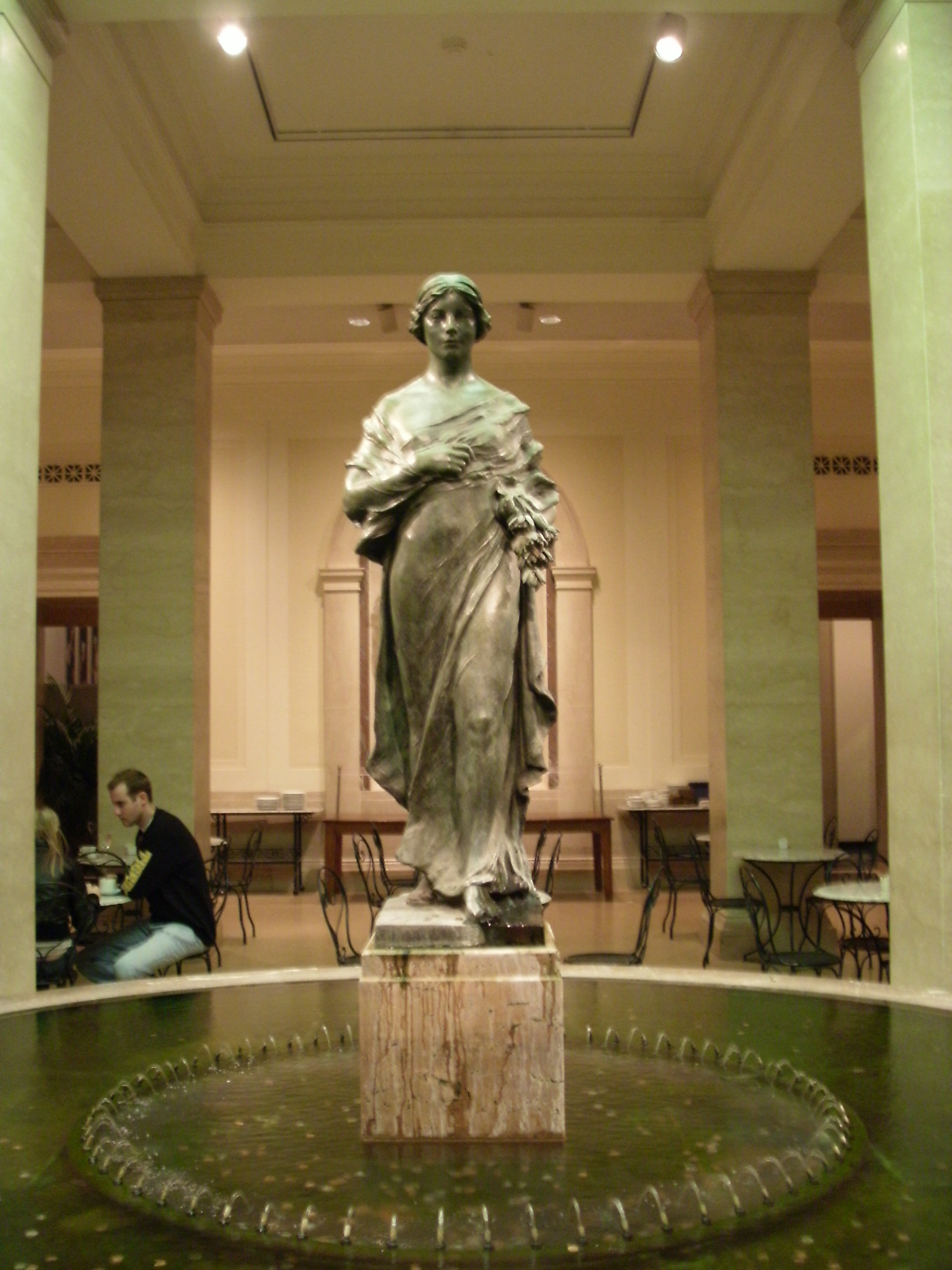